# Robert Lelangue
Robert Lelangue (Etterbeek, 12 giugno 1940) è un ex ciclista su strada, dirigente sportivo e pistard belga, professionista dal 1961 al 1969.
Dopo aver chiuso la carriera agonistica rivestì il ruolo di direttore sportivo, guidando Eddy Merckx in molte delle sue vittorie.

## Palmarès

### Strada
- 1960 (Dilettante, una vittoria)

Gand-Ypres
- 1961 (Solo-Van Steenbergen, due vittorie)

Ransart-Beaumont-Ransart
1ª tappa Tour de Luxembourg
- 1963 (Solo-Terrot-Van Steenbergen, due vittorie)

Grand Prix de Saint-Raphaël
2ª tappa Quatre jours de Dunkerque
- 1964 (Solo-Superia, una vittoria)

Grand Prix de Saint-Raphaël
- 1965 (Cynar-Allegro, una vittoria)

Tour du Nord-Ouest de la Suisse
- 1966 (Solo-Superia, una vittoria)

Grand Prix d'Antibes
- 1967 (Roméo-Smith's-Plume Sport, tre vittorie)

Grote Prijs Jef Scherens
Sassari-Cagliari
1ª tappa Giro di Sardegna (Roma > Civitavecchia)

### Pista
- 1964

Sei giorni di Montréal (con Lucien Gillen)
- 1965

Campionati belgi, Americana (con Theo Verschueren)
- 1969

Campionati belgi, Omnium

## Piazzamenti

### Grandi Giri
- Tour de France

1963: 69º

### Classiche monumento
- Milano-Sanremo

1966: 15º
- Giro delle Fiandre

1965: 19º
1966: 43º
1969: 25º
- Paris-Roubaix

1964: 49º
1965: 51º
1969: 27º

### Competizioni mondiali
- Campionati del mondo

Lipsia 1960 - In linea: 57º
- Giochi olimpici

Roma 1960 - In linea: 49º